# Bussy-Albieux
Bussy-Albieux é uma comuna francesa na região administrativa de Auvérnia-Ródano-Alpes, no departamento de Loire. Estende-se por uma área de 19,65 km². Em 2010 a comuna tinha 538 habitantes (densidade: 27,4 hab./km²).